# Бельяр, Адольф
Адольф Бельяр (фр. Adolphe Belliard; 1877, Нант — 1947) — французский поэт.

## Биография
Из рабочих. Окончил начальное училище в Лориане. С 13-летнего возраста работал каменщиком. Мечтая о путешествиях в далекие страны, поступил во флот.
Спустя восемь лет попал на фабрику, где научился токарному ремеслу. За участие в забастовке был уволен с работы, затем устроился оператором в кинематографе.
Увлекался творчеством Ф. Вийона и Ш. Бодлера, повлиявших на независимость его литературного вкуса.
Стихи А. Бельяра проникнуты меланхолией и тоской по далеким экзотическим странам.
Тяжёлое детство, бедность, неудачи наложили на творчество поэта отпечаток болезненной грусти. Стихи Бельяра печатались в «Annales» и других литературных журналах, а также в «L’Outil et la Plume».